# Alfred Thenius

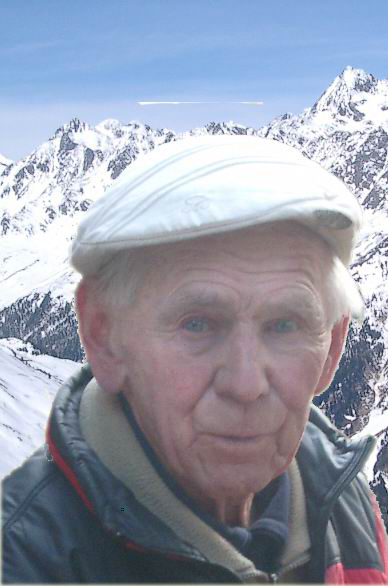
Alfred Thenius

Alfred „Fred“ Thenius (* 11. Mai 1921 in Abbazia; † 8. März 2010 in Lienz) war ein österreichischer Bergbauingenieur, Oberbaurat, Techniker, Erfinder, Bergsteiger und Buchautor.

## Leben
Alfred Thenius wurde 1921 in Abbazia, dem heutigen Opatija (Istrien), als älterer von zwei Söhnen von Alfred und Anna Thenius geboren; sein Bruder war der spätere Wiener Paläontologe Erich Thenius. Bis zum 8. Lebensjahr war er italienischer Staatsbürger, bevor er 1930 mit seiner Familie nach Baden (Niederösterreich) bei Wien übersiedelte, wo er die Schulzeit zu Ende brachte. Nach seiner Matura im Jahr 1939 schrieb er sich im Studiengang der Ingenieurwissenschaften ein. In den Kriegsjahren galt er als Volksdeutscher und erhielt unter den Nationalsozialisten Studienverbot. Erst 1946 konnte er als österreichischer Staatsbürger das Studium mit dem Diplom zum Bauingenieur abschließen.
1947 zog er nach Lienz im Bezirk Lienz und trat eine Tätigkeit beim Wasserwirtschaftsamt an. 1960 wurde er Leiter des Baubezirksamtes. In seine Amtszeit fielen der Bau der Felbertauernstraße, aber auch die beiden Hochwasserjahre 1965 und 1966. Verantwortlich zeichnete er in den Folgejahren vor allem für die großangelegten Flussregulierungen der Isel und der Drau, wodurch er sich große Bekanntheit erwarb. Auch konnte er als begeisterter Straßenplaner in seiner Amtszeit viele Straußenbauprojekte erfolgreich umsetzen, wie den Drauradweg, die Faschingalmstraße, die Dolomitenhütten-Straße und die Kalser Glocknerstraße.
Nach seiner Pensionierung 1985 blieb Thenius seiner Wahlheimat Lienz treu. Seine Expertise war weiterhin sehr gefragt und so übte er bis ins hohe Alter zahlreiche ehrenamtliche Ämter und Funktionen in Organisationen, Beiräten und kommunalen Verbänden und Vereinigungen, wie z. B. den Lienzer Bergbahnen, der Alpenraute Lienz und anderen aus.
Er starb 2010 nach einem Unfall am Fuß des Ederplans, eines Bergs der Kreuzeckgruppe, und wurde unter großer Anteilnahme der Bevölkerung auf dem Friedhof II in Lienz beerdigt. Ihm zu Ehren wurde im September 2011 eine Bronzebüste des Künstlers Georg Planer aus St. Veit i. D. in dem populären Skigebiet am Hochstein enthüllt.

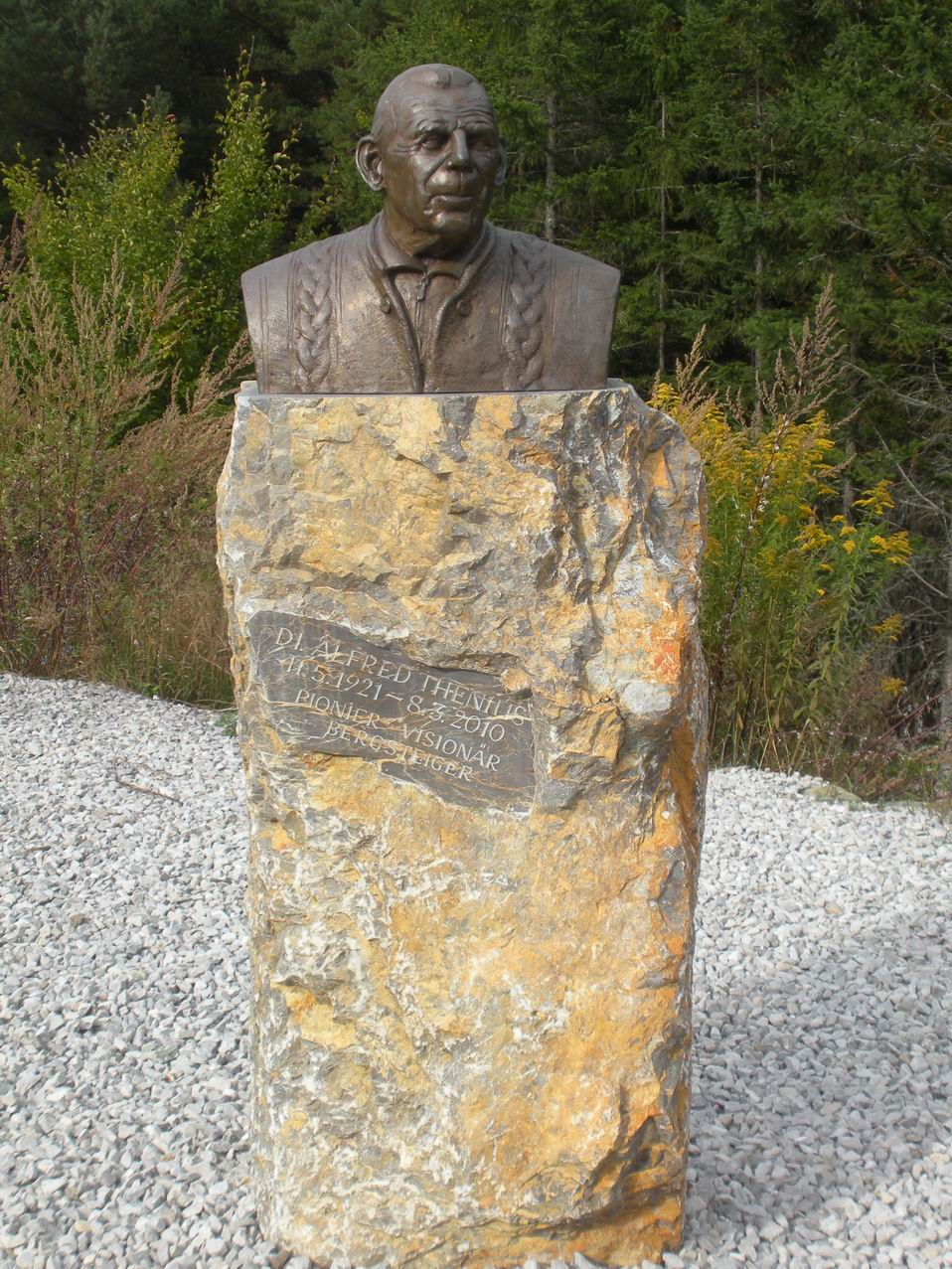
Ehrendenkmal

## Beruf
In seiner jahrzehntelangen Tätigkeit als Diplomingenieur und Leiter des Baubezirksamts galt Thenius als anerkannter Fachmann und Pionier des Bau- und Straßenwesens in Osttirol und war maßgeblich für viele infrastrukturellen Projekte rund um die Themen Berg-, Straßen- und Wasserbau, Skisport, Wandern, Radsport, sowie auch für den kommunalen Sportstättenbau verantwortlich. Viele Verkehrs- und Wasserwege in den Tälern Osttirols sowie Skipisten in den beiden Skigebieten Hochstein und Zettersfeld trugen seine Handschrift.
So fällt in seine Zeit die Wiederherstellung der in den Hochwasserjahren 1965 bis 1966 zerstörten Bundesstraßen und der Bau der Felbertauernstraße sowie der Ausbau aller wichtigen Verkehrsverbindungen im Bezirk. Auch die nach der Hochwasserkatastrophe im Lienzer Talboden erfolgte Drausanierung und Iselregulierung fielen in seinen Verantwortungsbereich und begründeten seinen Ruf als Pionier und Experte.
Einen Namen hat sich Thenius weiterhin auch in der Tourismuswirtschaft gemacht. Einige Projekte wie der Ausbau des Lienzer Skiberges Hochstein gehen auf seine Initiative und seinen Einsatz zurück. Auch der Bau des Fußball- und Leichtathletikstadions Dolomitenstadion 1964/65, dem Heimstadion von Rapid Lienz, fiel in seine Verantwortung.
Er war im Jahr 1952 Mitbegründer der gemeinnützigen Wohnungs- und Siedlungsgenossenschaft mbH (OSG), der er zunächst als Gründungs-Obmann und später als Obmannstellvertreter vorstand.
Ende 1985 wurde Thenius im ehemaligen Lienzer „Glöcklturm“ als Oberbaurat und Leiter des Baubezirksamts in den Ruhestand verabschiedet.

## Ehrenamtliche Tätigkeiten
„Erfindergeist, Einsatzfreude und Hilfsbereitschaft prägten das Leben des Wahl-Osttirolers Alfred Thenius.“ Bekannt und hochgeschätzt als Pionier und Visionär, der immer wieder mit ungewöhnlichen Denkansätzen überraschte, gehörte er zu den Persönlichkeiten, die den Bezirk nach dem Krieg bis in die Gegenwart beruflich, ehrenamtlich und privat maßgeblich beeinflusst haben. Ob Lienzer Bergbahnen oder Skigebiete, er galt als einer der letzten Universaltechniker und hinterließ als „eine der größten Ikonen Osttirols“ vielerorts seine fachkundige Handschrift.
Thenius war zeit seines Lebens auch in vielen ehrenamtlichen Funktionen tätig. So wirkte er lange Jahre als Obmann und später als Präsident und Ehrenpräsident des Skiclubs Lienz. Nationale Bergsportvereinigungen wie der Deutsche Alpenverein, wo er in der Sektion Karlsbad fast 70 Jahre lang Mitglied war, der Österreichische Alpenverein und der Österreichische Touristenklub profitierten von seinem großen Wissen, das er in verschiedenen Ämtern und Funktionen weitergab. Auch engagierte er sich als Mitglied der alpinen Gesellschaft Alpenraute und der Bergrettung Lienz auf vielen Feldern für die Erschließung der Lienzer Dolomiten. Als Pionier der Lienzer Bergbahnen zeichnete er für zahlreiche Neuerungen und Erschließungen im Ski- und Kletterbereich verantwortlich. Gleichzeitig war er stets bemüht, notwendige Baumaßnahmen so naturverträglich wie möglich zu gestalten, um kommenden Generationen „ein vertretbares Erbe zu hinterlassen“.

## Alpinistisches Wirken
Der Bergsport war von früher Jugend Thenius’ Leidenschaft und bis ins hohe Alter hinein war er nicht nur regelmäßig sportlich engagiert, sondern nahm auch immer wieder aktiv an Wettkämpfen wie dem Laserzlauf in Lienz teil. Er war bis ins hohe Alter aktiver Kletterer, Skifahrer, Skitourengeher und Mountainbiker und kannte die Lienzer Dolomiten wie kaum ein zweiter. Zahlreiche Erstbegehungen gingen auf sein Konto, wie die Adlerwand-Nordwand (1954), die Mittlere Gubachspitze in der Venedigergruppe (1955) und der Althausschneidturm (1981).

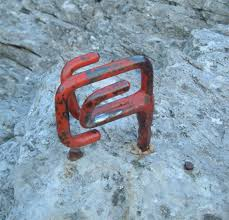
Theniushaken

Als Routen- und Wegebauer trug er viel zur Erschließung der Lienzer Dolomiten bei, weswegen er schon zu Lebzeiten als Dolomitenlegende bezeichnet wurde. Als Einrichter und Sanierer von Kletterrouten und Klettersteigen, wie Egerländerkante (1999), Gebirgsjägersteig (2000), Bügeleisenkante, Rudi-Eller-Weg und der bekannte Panoramaklettersteig (2007) war er vor allem besorgt, Routen und „Genusstouren“ zu installieren, die auch von weniger Geübten begangen werden konnten. Sein Anliegen war es zeitlebens, Menschen für die Lienzer Dolomiten, die er auch als „Westalpen des kleinen Mannes“ bezeichnete, zu begeistern und ihnen einen leichten und gleichzeitig naturgerechten Zugang zu den Bergen zu ermöglichen.
Mit dem von ihm erfundenen Theniushaken wurden einige Kletterrouten in den Lienzer Dolomiten ausgerüstet, unter anderem die Routen Egerländerkante, Bügeleisenkante, Blauspitze Ostgrat und Kendlspitze SW-Grat. Dieser spezielle Bergsteigerhaken ermöglicht es Kletterern und Bergsteigern, ein Kletterseil ohne Expressschlingen einzuhängen, und damit Kletterrouten nur mit Seil und Gurt, aber ohne weitere Ausrüstung wie eigene Haken und andere Sicherungsmittel zu begehen.
Als Buchautor brachte er sein Anliegen zu Papier, Menschen für die Berge, und speziell für die Dolomiten zu begeistern und verfasste eine Reihe von Wanderführern. Seine Bücher bildeten mit die Grundlage für den Wandertourismus in Osttirol.

## Auszeichnungen
Thenius war DAV-Ehrenmitglied, Träger des Verdienstkreuzes des Landes Tirol, des Ehrenrings der Stadt Lienz, sowie zahlreicher weiterer regionaler und überregionaler Auszeichnungen.
Nach seinem Tod wurden ihm weitere Ehrungen zuteil, wie die Benennung von Klettersteigen oder Wettbewerben nach seinem Namen.

## Veröffentlichungen
- Alfred Thenius: Osttiroler Wanderführer. 1983, ISBN 3-8134-0215-0
- Alfred Thenius: Osttiroler Winterführer. 1979, ISBN 3-7022-1348-1
- Osttirol – ausgewählt, begangen und beschrieben von Alfred Thenius. 1983, ISBN 3-8134-0137-5
- Alfred Thenius: Zur rechten Zeit am rechten Berg. In: Osttiroler Bergwelt. Heft 41 der Zeitschrift Berge. Nürnberg 1990
- Alfred Thenius: Die Verkehrswege und Osttirols wirtschaftliche Entwicklung. In: Bezirkskunde Osttirol. Löwenzahn-Verlag, 2001, ISBN 3-7066-2267-X
- Alfred Thenius: Naturgemäße Lösungen beim Schutzwasserbau in Osttirol nach den Erfahrungen der Hochwasserereignisse 1965 und 1966. Unveröffentlichtes Manuskript